# Reunión del paradero de Las Minas
Reunión del paradero de Las Minas

## Antecedentes
El 4 de noviembre de 1868 los camagüeyanos se alzaron en armas con el Levantamiento de Las Clavellinas contra la colonia española, pero también resultó el surgimiento de un grupo de claudicantes dentro del campo revolucionario entre los cuales se encontraba Napoleón Arango, quien en una reunión convocada en Puerto Príncipe, expuso ventajas que los españoles ofrecían a los cubanos, tales como reformas económicas y políticas a cambio de abandonar la lucha que se había iniciado, pero pronto fue acusado de traidor y la reunión de ilegal por no contar con la mayoría de los que se habían alzado. 

## La reunión
El 26 de noviembre del año 1868, en el pradero de Las Minas, Napoleón Arango y un grupo de seguidores sostuvieron una reunión con Ignacio Agramonte, Salvador Cisneros Betancourt, Ignacio Mora, Eduardo y Enrique Agramonte, quienes ante la propuesta de Arango que consistía en la sumisión de los rebeldes a cambio de supuestas reformas políticas mostraron una actitud invariable respecto a seguir la lucha para alcanzar la independencia de Cuba, razón por la cual se habían alzado en Las Clavellinas. Al respecto Ignacio Agramonte expresó:
"Acaben de una vez los cabildeos, las torpes dilaciones, las demandas que humillan: Cuba no tiene más camino que conquistar su redención, arrancándosela a España por la fuerza de las armas".
De esta manera el Mayor General Ignacio Agramonte hizo un llamado a la firmeza y continuidad de la lucha por parte de los cubanos y se constituyó el Comité Revolucionario de Camagüey, organización civil que llevaría la dirección de la insurrección en el territorio y que integraron, además de Ignacio, Eduardo Agramonte y Salvador Cisneros Betancourt.